# Bukit (Bali)
Bukit of Tafelhoek (Indonesisch: Semenanjung Bukit) is een schiereiland aan de zuidkant van het eiland Bali in Indonesië. 
Het wordt traditioneel beschouwd als het hele gebied dat ten zuiden van het Jimbaranstrand ligt. In tegenstelling tot het grootste deel van de rest van het eiland heeft Bukit een droog en stenig landschap. De Indonesische regering heeft de ontwikkeling van het gebied gestimuleerd. Het is een populaire bestemming voor surfers. Bukit betekent heuvel in het Indonesisch, in de koloniale tijd werd het Tafelhoek genoemd. Het behoort tot het district Zuid Kuta.
Dit gebied heeft grootschalige investeringen en groei doorgemaakt tijdens de vroege jaren 2000, deels als gevolg van de nabijgelegen internationale luchthaven Ngurah (het enige internationale op Bali) en het prachtige uitzicht op de oceaan vanaf de kliffen. Naast golfbanen zijn ook internationale hotels gebouwd.